# Featuring...Eazy-E
Featuring...Eazy-E es un álbum recopilatorio del rapero estadounidense Eazy-E, que fue lanzado como descarga digital con una portada y una lista de pistas similares, por Priority Records, el 4 de diciembre de 2007, con el título de Starring... Eazy-E. Este álbum ofrece temas del grupo N.W.A, canciones en solitario, así como canciones de raperos fuera del grupo.
El nombre es una referencia al álbum de 1997, Featuring...Ice Cube lanzado por Priority Records, y de la misma manera este álbum pretende ser una colección de temas en los que Eazy-E figura como invitado. Las pistas 7, 9, 11 y 12 no están en la versión digital.

## Listado de canciones
1. Luv 4 Dem Gangsta'z (4:34)
2. 2 Hard Muthas (MC Ren featuring Eazy-E) (4:25)
3. Trust No Bitch (Penthouse Players Clique featuring Eazy-E, DJ Quik, and AMG) (5:02)
4. L.A. Is the Place (Ron-De-Vu featuring Eazy-E) (4:34)
5. Findum, Fuckum & Flee (N.W.A.) (3:56)
6. Get Yo Ride On (Mack 10 featuring Eazy-E and MC Eiht) (3:30)
7. Black Nigga Killa (Eazy-E) (4:48)
8. We Want Eazy (12" Remix)" (6:39)
9. Foe tha Love of $ (Bone Thugs-n-Harmony featuring Eazy-E) (4:11)
10. I'd Rather Fuck You (N.W.A.) (3:58)
11. 24 Hours to Live (4:43)
12. Boyz-n-the-Hood (G-Mix)" (5:39)
13. Fat Girl (N.W.A.) (2:49)
14. Automobile (N.W.A.) (3:16)
15. P.S. Phuk U 2 (Penthouse Players Clique feat. Eazy-E and DJ Quik) (3:24)
16. Ruthless Villain (MC Ren feat. Eazy-E) (2:57)